# Горное (Итуруп)
Го́рное — село в Курильском городском округе Сахалинской области России.

## География
Село находится на острове Итуруп, на берегу реки Хвойная залива Касатка, на расстоянии 55 км к юго-западу от города Курильск, административного центра округа.

## История
Как военный городок построен в начале 1980-х годов, так как считалось, что залив Касатка — место «наиболее благоприятное для высадки десанта вероятного противника». Из этого залива в 1941 году японские авианосцы с самолетами на борту отправлялись атаковать Пёрл-Харбор. Вследствие землетрясения в 1994 году в посёлке разрушилась школа. Постановлением Администрации Сахалинской области от 26 апреля 2004 года посёлок Горный преобразован в село Горное.
Как утверждает фотокорреспондент Олег Климов, военный городок стал «призраком» в июле 2005 года: 

Сергей Иванов, в то время министр обороны РФ, пролетал с проверкой на вертолёте в сторону аэродрома «Буревестник». Когда он увидел разрушенные жилые дома с высоты птичьего полета, спросил: «А это что за город-призрак?» Кто-то из военного окружения по понятным причинам ответил: «Там никто не живет». С тех пор городок как «населенный пункт» исчез со всех военно-стратегических карт, а земля и оставшиеся строения по-прежнему числятся за министерством обороны.— Meduza

## Население
| 2002 | 2010  | 2021 |
| ---- | ----- | ---- |
| 1242 | ↗1757 | ↘816 |

### Половой состав
Согласно результатам переписи 2002 года, в селе проживало 1242 человека (857 мужчин и 385 женщин).

### Национальный состав
Согласно результатам переписи 2002 года, в национальной структуре населения русские составляли 76 % из 1242 чел.

## Инфраструктура
На территории села находится войсковая часть 71436.

## Транспорт
Ближайший аэропорт находится в соседнем селе Буревестник.